# Kyoto Challenger
Il Kyoto Challenger è stato un torneo professionistico di tennis giocato su campi in terra rossa. Faceva parte dell'ATP Challenger Series. Si giocava annualmente a Kyoto in Giappone.

## Albo d'oro

### Singolare
| Anno       | Campione      | Finalista     | Punteggio     |
| ---------- | ------------- | ------------- | ------------- |
| 1978       | Ross Case     | Jun Kuki      | 6–1, 6–7, 6–1 |
| 1979- 1980 | Non disputato | Non disputato | Non disputato |
| 1981       | Ron Hightower | Matt Doyle    | 7–5, 7–6      |

### Doppio
| Anno       | Campioni                   | Finalisti                  | Punteggio     |
| ---------- | -------------------------- | -------------------------- | ------------- |
| 1978       | Ross Case Tony Graham      | Joel Bailey Scott Carnahan | 6–3, 6–4      |
| 1979- 1980 | Non disputato              | Non disputato              | Non disputato |
| 1981       | Matt Mitchell William Maze | Bruce Kleege Dave Siegler  | 7–6, 6–3      |